# 许波 (1960年)
许波（1960年5月—），女，汉族，中华人民共和国政治人物，曾任辽宁省妇女联合会党组书记、主席，中共大连市委常委、统战部部长，现任辽宁省政协副主席。